# Tightlacing

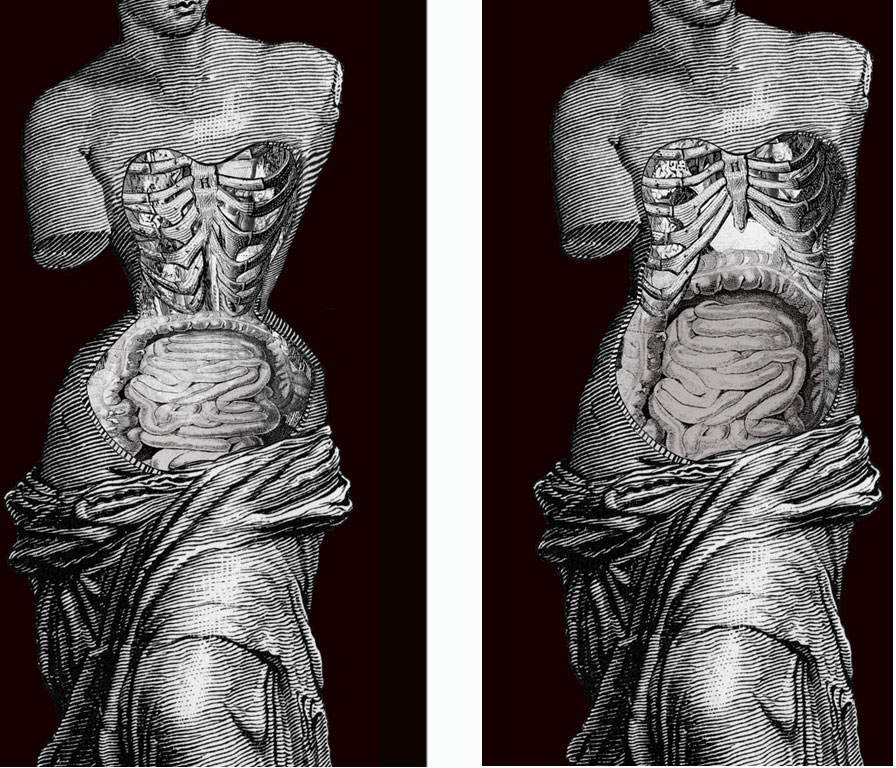
Images de l'exposition permanente « La ville vivante ». Fabriqué par Andrés Marín Jarque (Musée valencien d'ethnologie) à partir de 2011, année d'ouverture de l'exposition.

Le tightlacing (mot d'origine anglaise, pouvant être traduit approximativement par « corsetage » ou « laçage serré ») est une pratique de modification corporelle consistant, par le port constant d'un corset sur une longue durée, à réduire progressivement son tour de taille. Le corset est habituellement porté en permanence, avec une heure par jour sans le porter afin de prendre sa douche.

## Histoire

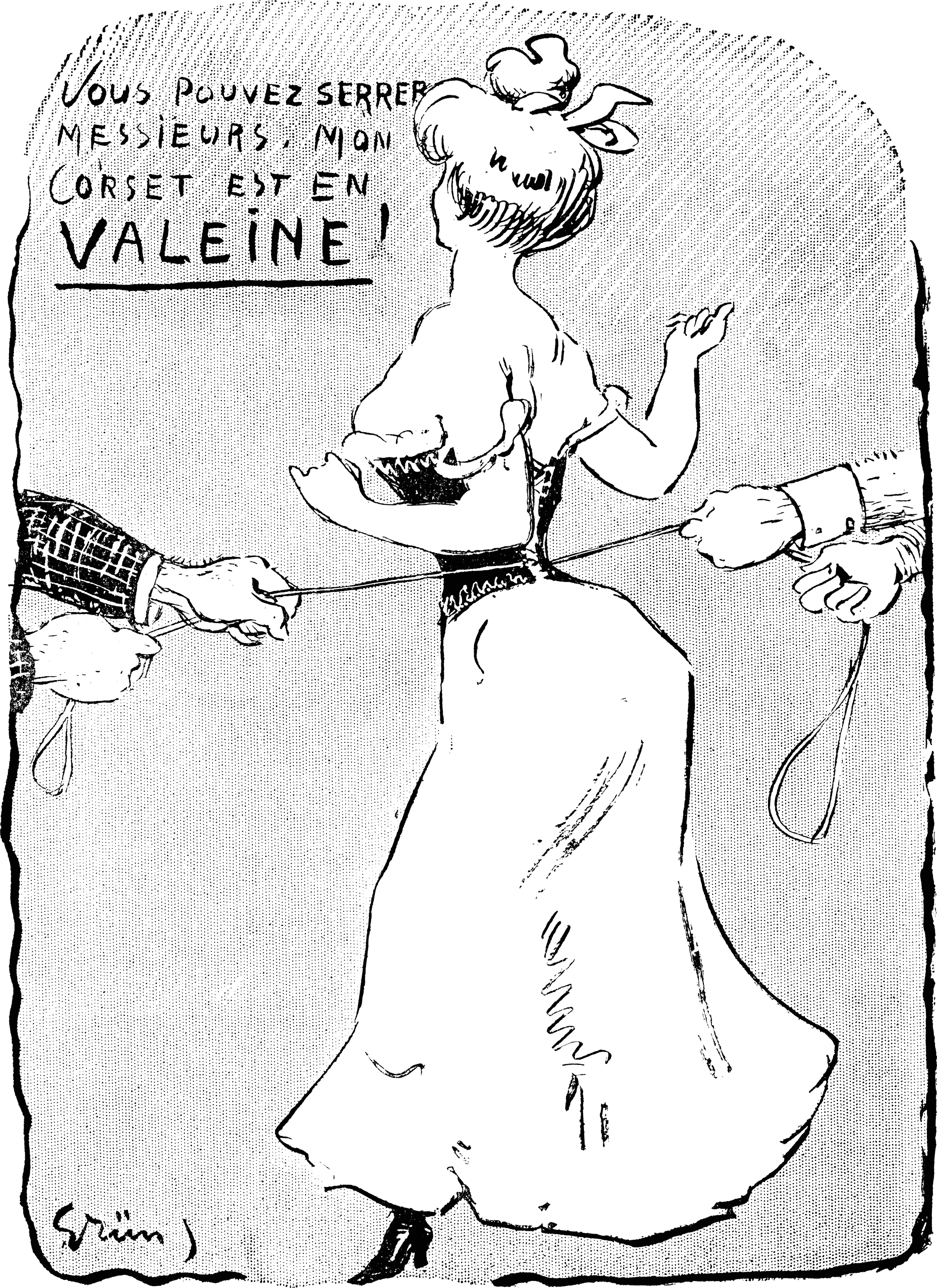
1905 : "Vous pouvez serrer messieurs, mon corset est en VALEINE !"

Le tightlacing est pratiqué de façon occasionnelle aux XVIIIe et XIXe siècles. Seules quelques rares femmes de la haute société s'y consacrent, par choix personnel, et elles sont souvent critiquées comme coquettes excessives voire vivement réprouvées par les médecins et moralistes religieux. Les femmes portent en très grande majorité le corset relativement peu serré et l'enlèvent pour dormir.
En 1828, les corsetiers français innovent avec la création d'œillets en métal facilitant un port du corset plus serré qu'avant. La mode est alors aux corsets extrêmement serrés, pouvant occasionner des difficultés respiratoires et des pertes de conscience.
Élisabeth de Wittelsbach, fière de sa taille très mince, semblerait avoir pratiqué le tight-lacing. En 1859 et 1860, elle a un tour de taille de 40 centimètres et fait faire des corsets en cuir sur mesure à Paris, préférant leur robustesse. Elle peut passer jusqu'à une heure à les serrer le plus possible, et doit en changer toutes les quelques semaines en raison de leur usure rapide. En août 1862, une servante rapporte qu'elle a cessé sa pratique.
Après la première guerre mondiale, la mode devient beaucoup plus androgyne et les corps féminins peuvent à nouveau s'afficher avec leur taille naturelle.
À l’époque contemporaine, quelques amateurs et amatrices de tightlacing existent encore, essentiellement aux États-Unis.

## Objectifs

### Perte de poids et affinement de la taille
Le waist training est le port d'un corset réduisant la taille de la personne qui le porte d'environ 20 % ou une dizaine de centimètres. Il est souvent pratiqué dans un but esthétique, afin d'acquérir une silhouette en sablier (en). L'esthétique pin-up, qui promeut une taille fine avec des fesses et seins larges, s'appuie beaucoup sur le tightlacing.

### Performance esthétique
L’actrice Polaire utilise le tightlacing comme performance esthétique, qui lui vaut sa célébrité.

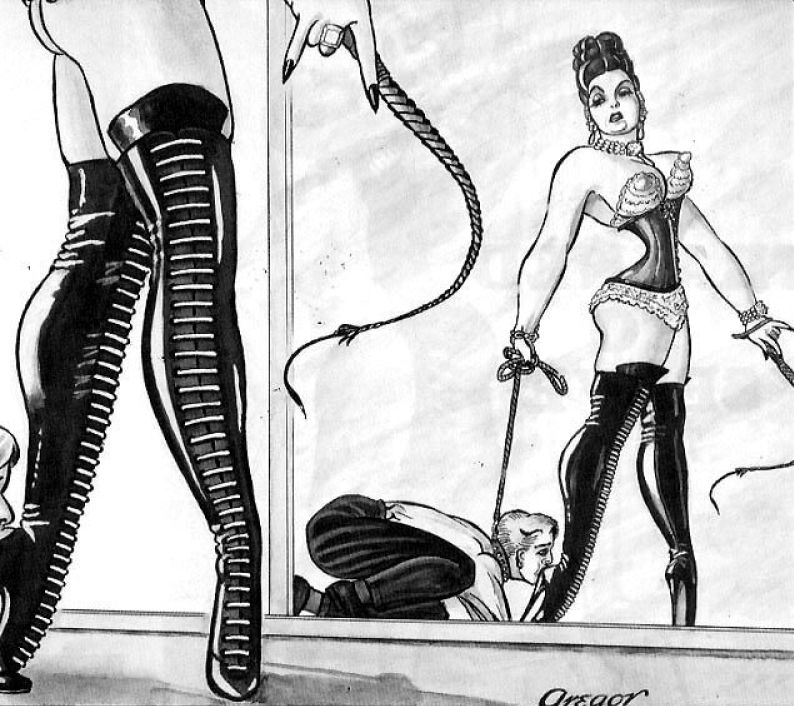
Bizarre Honeymoon, un dessin montrant le tightlacing dans le contexte de pratiques BDSM.

## Technique
Certaines définitions distinguent le tightlacing du waist training : dans ce cas, le waist training est vu comme le port à long terme d'un corset plus ou moins serré, tandis que le tightlacing est le port occasionnel (souvent à but artistique) d'un corset très serré.
Le waist training consiste à acheter d'abord un corset réduisant le tour de taille naturel de huit à dix centimètres (réduction maximale possible pour la plupart des personnes quand on porte un corset pour la première fois ou de façon occasionnelle), à le porter nuit et jour pendant plusieurs semaines jusqu'à y être bien habitué(e) et s'y sentir confortable, puis, quand on peut le fermer totalement sans inconfort, à acheter un autre corset qui réduira la taille de 2 à 5 cm de plus, à le porter plusieurs semaines jusqu'à ce qu'on puisse y être totalement habitué, etc. Au fur et à mesure, chaque centimètre gagné est de plus en plus long et difficile à obtenir, et il arrive un moment au bout duquel une personne ne pourra plus rien réduire.
Le degré de serrage du premier corset, la rapidité de la progression et la réduction "finale" à laquelle on arrive, dépendent énormément des particularités de chaque individu : tour de taille de base bien sûr, mais aussi écart naturel entre les côtes basses et l'os des hanches, « compressibilité » naturelle (qui varie beaucoup entre deux personnes ayant pourtant les mêmes mensurations de départ)...

## Critiques

### Morale
À travers les époques c'est davantage le tightlacing que le port du corset qui a été vilipendé. Souvent jugé amoral car signe de coquetterie et empêchant les femmes d'enfanter correctement, le corset porté serré est ainsi mis au rang des vices délitant la nation par Charles Dubois dans son ouvrage Considération sur cinq fléaux : l'abus du corset, l'usage du tabac, la passion du jeu, l'abus des liqueurs fortes et l'agiotage (1857).

### Dangers pour la santé
Le tightlacing intensif déforme les côtes flottantes et les viscères. Il limite les capacités respiratoires et ne permet pas de manger un repas ordinaire : il faut le séparer en plusieurs petites ingestions d’aliments. Le corps étant moins bien oxygéné, il peut subir des séquelles à long terme.
Le reproche le plus souvent fait par les médecins, était le risque de stérilité. Certaines femmes ont pu parfois utiliser un tightlacing comme moyen abortif.

### Inefficacité pour la perte de poids
Certains médecins affirment que le waist training n'aide pas particulièrement à la perte de poids, et que la perte de poids observée pourrait n'être due qu'à la difficulté de manger avec un corset serré. Ils supposent aussi que la remontée des intestins, due à l'évidement de la taille, pourrait mener à une constipation.
L'estomac passant juste sous le diaphragme, la personne portant le corset peut rencontrer des difficultés respiratoires. Or, le manque d'oxygène peut occasionner une prise de poids.

## Tightlacers notables
L’actrice Polaire fait la promotion du tightlacing au début du vingtième siècle, bien qu’il ne soit pas certain qu’elle ait maintenu la pratique très longtemps.
La tightlacer contemporaine la plus connue est Cathie Jung, une Américaine qui a la taille la plus fine au monde : 38 cm mesurés sur le corset. Elle porte son corset en permanence. D’autres tightlacers notables sont les Allemandes Lacie, Sylphide et Michele Köbke, les Américaines Michaela Grey et Dita von Teese, qui commence à porter des corsets à 18 ans mais ne dort pas avec,. Du côté des hommes, on remarque Mr Pearl, corsetier parisien, qui a la taille la plus fine mesurée pour un homme à 43 cm.
Kim Kardashian et ses sœurs pratiquent le waist-training.